# Estrelicia MTV Unplugged
Estrelicia MTV Unplugged es el álbum en vivo que registra la mayor parte del recital realizado por el músico argentino Luis Alberto Spinetta para el programa MTV Unplugged, transmitido en octubre y noviembre de 1997.
La mayoría de los temas fueron principalmente interpretados por Spinetta y los Socios del Desierto, trío formado por Spinetta (voz y guitarra acústica), Daniel Wirtz (batería) y Marcelo Torres (bajo acústico), y que en esa oportunidad estuvo acompañado por Nico Cota (percusión) y Mono Fontana (teclados). La banda también contó con el acompañamiento en un tema de Eduardo "Dylan" Martí (guitarra) y de Daniel Rawsi (percusión). Spinetta como solista canta cinco canciones: dos solo con su guitarra, dos con la Orquesta de Cuerdas de Miami dirigida por Carlos Franzetti (piano) y una con acompañamiento de Rodolfo García (acordeón). 
El álbum contiene trece temas seleccionados por Spinetta, de los dieciocho que fueron transmitidos por MTV, más un instrumental que había sido excluido de la edición televisada, que cierra el disco. Seis temas son inéditos. El recital fue emitido por el canal MTV en dos ediciones: una edición estándar de una hora y una edición especial de una hora y cuarto.
El álbum fue presentado en cuatro recitales realizados en el teatro Gran Rex de Buenos Aires los días 7, 8, 14 y 15 de noviembre de 1997, en los que si bien en una primera parte se mantuvo el clima acústico del concierto en MTV, con la participación de los músicos invitados, en una segunda parte Spinetta y los Socios del Desierto se presentó sola, retomando el estilo power frontal que caracterizaba a la banda.

## MTV
En 1981 la empresa Viacom puso en el aire el canal MTV en Estados Unidos, especializado en música, con un formato centrado en la difusión de videoclips. Ya iniciada la globalización de la década de 1990, MTV adoptó la estrategia de regionalizar sus transmisiones, creando para América Latina dos filiales, una en portugués desde Brasil, y otra en español, desde Miami, llamada MTV Latinoamérica, lanzado a fines de 1993. Rápidamente la MTV se instaló como una de las columnas globales del negocio de la música.
Spinetta por su parte había mantenido desde Pescado Rabioso una postura crítica ante las grandes empresas que manejaban el negocio de la música y que solían postergar su obra, entre ellas la MTV. Esa tensión se había agudizado entre 1995 y 1997, años en los cuales Spinetta entró en conflicto abierto con las empresas discográficas, por la edición del álbum doble que Spinetta y los Socios del Desierto había grabado en 1995 y que recién pudo ser lanzado en 1997.
En ese momento, a fines de 1996, el músico argentino recibió la invitación a participar de la selecta serie de recitales acústicos (unplugged), que la empresa había lanzado en inglés en 1989 y para la música en español en 1994. Spinetta expresó esa tensión cultural adoptando la figura de un marciano, que presidió la tapa del CD. Años después la revista Rolling Stone de Argentina aludía al hecho preguntándose: "¿Un marciano en MTV? Algo así...".

## El formato del concierto
El recital de Spinetta se diferenció radicalmente del estándar que habían adoptado los recitales acústicos de la MTV. En primer lugar Spinetta no aceptó ajustar su actuación al lapso de una hora que imponía la duración del programa televisivo, razón por la cual se transmitieron dos versiones del recital: la versión estándar transmitida el 29 de octubre de 1997 en el programa de una hora y una transmisión especial de una hora y cuarto, difundida el fin de semana siguiente.
En segundo lugar Spinetta, a diferencia de lo que hicieron otras figuras musicales del mundo y América Latina, no incluyó ninguno de sus hits en la lista de temas, aun cuando económicamente pudiera haber sido mucho más beneficioso:

Era tentador mostrarse al incipiente mercado del rock latino como un pionero en estado de gracia repasando los hitos del rock criollo. Sin embargo, la naturaleza de Luis manda y, por suerte, volvió a contradecir a todos.

En tercer lugar Spinetta estrenó en el concierto siete temas inéditos, entre ellos una balada de los tiempos de Almendra, enriqueciendo el valor artístico del evento, aún a costa de no resultar reconocibles para la audiencia del programa. 
Para el CD, Spinetta seleccionó trece de los dieciocho temas transmitidos en el programa especial ampliado de MTV, pero reemplazando la canción de cierre ("Ludmila") con "Garopaba" -un instrumental compuesto con su amigo Dylan Martí que se suma a la banda en la ejecución-, que el canal había decidido no transmitir por televisión. Entre los temas excluidos del disco se encontraba también "Correr frente a ti", uno de los siete temas inéditos que se interpretaron en el concierto, que fue incluido posteriormente en otra versión de Los Socios, en el álbum recopilatorio Elija y gane (1999).

## El disco

### Título

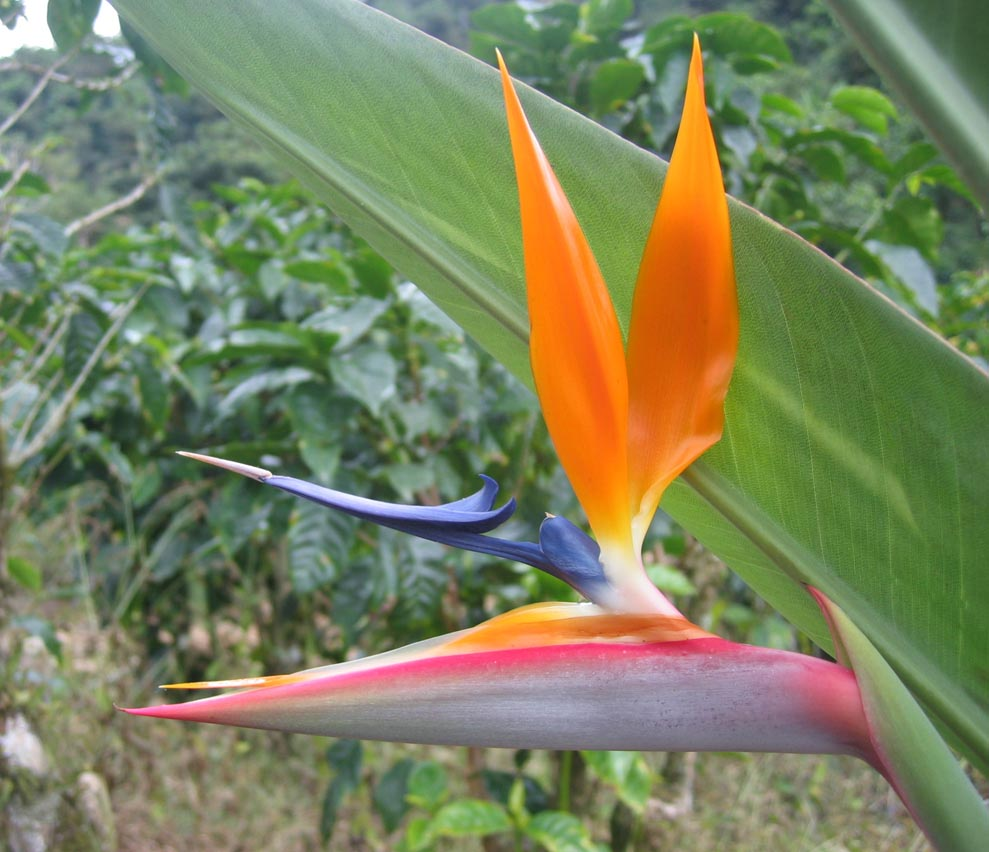
La estrelicia (strelitzia) es una colorida flor africana que Spinetta tomó para titular el álbum del recital unplugged en la MTV.

Spinetta decidió titular el álbum con el nombre de Estrelicia. Strelitzia o estrelicia es por un lado una flor africana, de color naranja -color que domina en la gráfica del álbum y que también fue el de la camiseta que Spinetta vistió en el recital-. La palabra "estrelicia" alude además a la presencia de las estrellas, un sentido cósmico característico de la poesía spinetteana y de su modo de ver la vida. El diseño de la tapa también sigue el patrón gráfico de una estrella. En 2015 se fundó una banda tributo a Spinetta que adoptó el nombre de Strelitzia y Spinetta a las Estrellas.

### Tapa
El diseño de la tapa es obra de Alejandro Ros, uno de los más importantes diseñadores de portadas del rock nacional, quien por entonces ya había diseñado tapas como las de Dynamo (1992) y Sueño Stereo (1995) de Soda Stereo. Desde entonces, Ros diseñó las tapas de los álbumes de Spinetta y el interior de sus discos, incluida la caja de Las Bandas Eternas.
La imagen frontal muestra en el centro la cara verde de un marciano que es Spinetta, de la cual salen rayos naranjas, como si se tratara de un sol o una estrella, pero también los pétalos naranja de la flor estrelicia. En la mitad superior de la imagen y en forma de arco, aparece la palabra "SPINETTA", en mayúsculas. El color naranja del sol-estrella, fue elegido por Spinetta para la camiseta que vistió durante el recital. 
La contratapa muestra una imagen similar a la del frente, pero en un tono más lavado, tirando a rosa, y con la cabeza del marciano-Spinetta más pequeña. Allí aparecen los títulos de los temas, como si fueran rayos del sol-estrella.
Una tercera imagen interior repite el diseño de rayos de la tapa y contratapa, pero esta vez en el centro hay un dibujo estilizado de un aparato de televisión en cuya pantalla se ve a Spinetta tocando la guitarra acústica durante el recital, vestido con la camiseta naranja que utilizó en el mismo.

### Contenido
El disco contiene trece de los dieciocho temas del recital transmitido por MTV. Los temas excluidos son "Cada luz", "Correr frente a ti", "Todas las hojas son del viento", "Plegaria para un niño dormido" y "Ludmila", con el que había cerrado el recital. En reemplazo de este último, Spinetta decidió cerrar el disco con "Garopaba", un instrumental que había compuesto junto a su amigo Dylan Martí -quien además se suma a la banda para interpretar la guitarra- y que había sido excluido por MTV de la transmisión televisiva.
De los catorce temas, nueve son interpretados por Spinetta y los Socios del Desierto (Spinetta-Wirtz-Torres), banda que en esta oportunidad estuvo acompañada en los nueve temas por el Mono Fontana en teclados (piano y órgano) y Nico Cota en percusión. Los nueve temas interpretados por esa formación son: «Durazno sangrando» (#1), «La montaña» (#2) -con Daniel Rawsi en percusión-, «Fuji» (#3), «Tu nombre sobre mi nombre» (#5), «Tú vendrás a juntar mis días» (#6), «Tía Amanda» (#11), «Mi sueño de hoy» (#12), «Yo quiero ver un tren» (#13) y «Garopaba» (#14) -con participación de Dylan Martí.
Los otros cinco temas son interpretados por Spinetta como solista: «Laura va» (#7) y «Jazmín» (#8), con la Orquesta de Cuerdas dirigida por Carlos Franzetti quien también ejecuta el piano; «La miel en tu ventana» (#4), con Rodolfo García en acordeón; y «La sed verdadera» (#9) y «Barro tal vez» ((#10), acompañado solo por su propia guitarra.
Spinetta realiza un recital esencialmente acústico, siguiendo la consigna del programa. Para ello él utiliza principalmente una guitarra electroacústica y el bajista Marcelo Torres un bajo acústico de cuatro cuerdas. Los teclados del Mono Fontana fueron utilizados principalmente como piano u órgano, y la percusión de Nico Cota acentúa la atmósfera acústica del álbum. Los dos temas que interpreta con Carlos Franzetti fueron ejecutados con orquesta de cuerdas y piano, mientras que el tema que realiza con Rodolfo García, este último utiliza un acordeón y Spinetta una guitarra acústica.
En varios temas Spinetta recurre sistemáticamente a arpegios y riffs que realiza con la guitarra. La mayoría de los solos fueron realizados con piano u órgano, aunque Spinetta realiza un solo de guitarra acústica en "Mi sueño de hoy", donde también realiza un solo de bajo acústico Marcelo Torres. En "Yo quiero ver un tren" Spinetta realiza beatboxing y un recitado rítmico.
Intencionalmente Spinetta decidió no incluir ninguno de sus máximos hits en el recital, con excepción de "Plegaria para un niño dormido", que fue excluida del CD. Como contracara de la misma actitud, estrenó seis temas inéditos, todos incluidos en el CD: «Fuji», «La miel en tu ventana», «Tu nombre sobre mi nombre», «Tú vendrás a juntar mis días», «Tía Amanda» y «Garopaba».

### Temas
El disco abre con «Durazno sangrando», un clásico de Invisible que dio nombre al álbum homónimo lanzado en 1975. La versión se caracteriza sobre todo por el piano del Mono Fontana acentuando la atmósfera de jazzística que ya tenía el original y que se acentuaría en la obra spinetteana en los años siguientes.
El segundo tema es «La montaña», del álbum solista Pelusón of milk (1991), un tema relacionado con los desaparecidos de la última dictadura finalizada en 1983. La versión recibe la impronta visceral que caracterizó a Spinetta y los Socios del Desierto, con una presencia destacada del órgano de Fontana.
Sigue «Fuji» una canción de amor estrenada en el concierto, donde expresa sus sentimientos ante el divorcio y la nueva relación amorosa con Carolina Peleritti ("Has dejado un cielo para amanecerlo a la vez").
El cuarto track es otro estreno, «La miel en tu ventana», un tema compuesto en la época de Almendra (1969-1970), que Spinetta canta a solas con el acompañamiento en acordeón de Rodolfo García, baterista de Almendra.
«Tu nombre sobre mi nombre» es otro de los seis estrenos y una canción de amor en la que Spinetta le expresa sus temores a la mujer amada: "No sabes como extraño mi calma, no sé si voy a ser feliz así". Le sigue otro tema inédito de amor, «Tú vendrás a juntar mis días», considerada por BuzzFeed como lo mejor del unplugged de Spinetta.
El séptimo y octavo tracks están dedicados a las dos canciones que Spinetta cantó acompañado de la Orquesta de Cuerdas de Miami dirigida por Carlos Franzetti, quien también interpreta el piano. «Laura va» es un clásico del histórico primer álbum de Almendra dedicado a su hermana y «Jazmín» es otra canción de amor ("Jazmín, de tus ojos no sabré volver") del álbum Spinetta y los Socios del Desierto.
La «La sed verdadera» es uno de los temas que componen Artaud (1973), considerada como su obra máxima y una de las cúspides de la música argentina. Spinetta la interpreta solo, tal como lo hizo en la versión original.
El décimo track es «Barro tal vez», una bella zamba progresiva que Spinetta compuso en la adolescencia antes de Almendra y que también canta solo.
Sigue «Tía Amanda», nuevamente con la banda, sobre la muerte y la memoria de un ser querido:

Y antes de las luces del despertar,
antes de las luces de las ciudades,
antes de los tóxicos que no se irán,
yo veré tu imagen preciosa
suspendida en la niebla.

«Mi sueño de hoy» es una canción de amor transparente, perteneciente al álbum inmediatamente anterior, Spinetta y los Socios del Desierto , donde expresa sus temores amorosos: "Un sueño de luz como un amanecer
¿cuándo pasará al olvido?"
El anteúltimo tema es «Yo quiero ver un tren», sobre un futuro posnuclear catastrófico, que se encuentra en el álbum Mondo di cromo (1983):

Antes una estatuilla del siglo IV era una pieza invalorable para todos los museos, todos los bancos, las tenían guardada porque valía una bola de mosca. ¿Y que era? Era un jarrón, no servía para nada. Estaba en el Louvre. Desapareció el Louvre. Desapareció todo. Explotaron las bombas. No quedó nada, Quizás hemos sobrevivido... Una locomotora es la fucking Gioconda… Yeah!
Recitado rítmico en «Yo quiero ver un tren»

El último tema es «Garopaba», un instrumental compuesto con su íntimo amigo y socio artístico Eduardo "Dylan" Martí, sobre la playa brasileña en la que ambos con sus respectivas familias habían veraneado el año anterior. La versión había sido excluida de las dos ediciones mediante las cuales MTV difundió el concierto por televisión. Spinetta recuperó el audio y lo incluyó en el disco como tema de cierre.

### Ediciones
Estrelicia MTV Unplugged fue lanzado en formato de disco compacto y casete en 1997, en la Argentina. 
En 2021, fue editado por primera vez en disco de vinilo, doble, incluyendo esta edición la canción Correr frente a ti. 

## Lista de temas
Todos los temas de Luis Alberto Spinetta excepto Garopaba (Spinetta-Martí).

### CD
1. Durazno sangrando (1)
2. La montaña (2)
3. Fuji (1)
4. La miel en tu ventana (3)
5. Tu nombre sobre mi nombre (1)
6. Tú vendrás a juntar mis días (1)
7. Laura va (4)
8. Jazmín (4)
9. La sed verdadera (5)
10. Barro tal vez (5)
11. Tía Amanda (1)
12. Mi sueño de hoy (1)
13. Yo quiero ver un tren (1)
14. Garopaba (6)

### Programa especial extendido de MTV
1. Durazno sangrando (1)
2. La montaña (2)
3. Cada luz (1)
4. Fuji (1)
5. La miel en tu ventana (3)
6. Correr frente a ti (1)
7. Tu nombre sobre mi nombre (1)
8. Tu vendrás a juntar mis días (1)
9. Laura va (4)
10. Jazmín (4)
11. La sed verdadera (1)
12. Medley: Todas las hojas son del viento / Plegaria para un niño dormido / Barro tal vez (5)
13. Tía Amanda (1)
14. Mi sueño de hoy (1)
15. Yo quiero ver un tren (1)
16. Ludmila (1)

- (1) Interpretado por Spinetta y los Socios del Desierto, con Mono Fontana y Nico Cota.
- (2) Interpretado por Spinetta y los Socios del Desierto, con Mono Fontana, Nico Cota y Daniel Rawsi.
- (3) Interpretado por Spinetta con Rodolfo García.
- (4) Interpretado por Spinetta con la Orquesta de Cuerdas de Miami dirigida por Carlos Franzetti.
- (5) Interpretado por Spinetta solo, acompañado de su guitarra.
- (6) Interpretado por Spinetta y los Socios del Desierto, con Mono Fontana, Nico Cota y Eduardo "Dylan" Martí.

## Músicos
- Daniel Wirtz: Batería.
- Marcelo Torres: Bajo.
- Luis Alberto Spinetta: Guitarra y voz.

## Invitados
- Juan Carlos "Mono" Fontana: Teclados y especies.
- Nico Cota: Percusión.
- Rodolfo García: Acordeón en "La miel en tu ventana".
- Eduardo Martí: Guitarra en "Garopaba".
- Daniel Rawsi: Compañía y percusión en "La montaña".
- Orquesta de cuerdas de Miami: Cuerdas en "Laura va" y "Jazmín.
- Carlos Franzetti: arreglo de cuerdas, dirección y piano en "Laura va" y "Jazmín".